# Światowy Dzień POChP

Logo NHLBI

Światowy Dzień POChP, właśc. Światowy Dzień Przewlekłej Obturacyjnej Choroby Płuc (ang. World COPD Day, World Chronic Obstructive Pulmonary Disease Day) – międzynarodowe święto, obchodzone corocznie w 2. lub 3. środę listopada, poświęcone tematyce przewlekłej obturacyjnej chorobie płuc (POChP), w ramach programu Światowej Organizacji Zdrowia (WHO) i amerykańskiego Narodowego Instytutu Serca, Płuc i Krwi (ang. The National Heart, Lung, and Blood Institute, NHLBI).
Celem obchodów jest zwiększenie świadomości na temat POChP i poprawy opieki nad pacjentami. WHO oszacowało w 2007 roku, że choroba ta dotyka 210 milionów ludzi, a do 2030 roku POChP będzie trzecią najczęstszą przyczyną zgonów na świecie. Głównymi czynnikami ryzyka tej choroby płuc jest palenie tytoniu, zanieczyszczenie powietrza, w pomieszczeniach jak i na ulicy, jak również działanie pyłu i substancji chemicznych w miejscu pracy. 
W tym dniu światowe służby zdrowia i grupy pacjentów podejmują różne działania, w tym edukacyjne, jak i badania spirometryczne.
W 2012 roku obchody odbyły się 14 listopada.